# 1929-es Tour de France
Az 1929-es Tour de France volt a 23. francia körverseny. 1929. június 30-a és július 28-a között rendezték. Mivel nem vált be az előző években alkalmazott csapat időfutam forma, megváltoztatták a lebonyolítási szabályt, ismét együtt indultak a versenyzők, kivéve a 12., 19. és 20. szakaszt. Az első szakaszon Aimé Dossche nyert és három szakaszon meg is védte a sárga trikót, a negyediken került az élre Maurice De Waele. A hetedik szakaszon két defektet kapott a belga kerekes és elvesztette a vezető helyet, a Tour de France történetében először hárman viselték egyszerre a sárga trikót. Az első hegyi szakaszon az Aubisque hegyre Lucien Buysse jutott fel elsőnek, ő csapat nélküli, úgynevezett turista kategóriás versenyző volt ebben az évben, a szakaszt végül a spanyol Salvador Cardona nyerte Victor Fontan előtt, De Waele defekt miatt nyolc perccel később ért célba. A tizedik szakaszon Victor Fontan kerékpárja a rajt után nem sokkal villatörést szenvedett, egy kisvárosban szerzett kölcsön kerékpárral folytatta a
pireneusi szakaszt, 145 kilométer után feladta a versenyt, mivel a szabályok tiltották a kölcsön kerékpár használatát. A tizedik szakasztól kezdve De Waele vezetett az összetettben, a tizenhatodik szakasz előtt megbetegedett és egy órával az indulás előtt elájult. Az Alycon csapat kérésére egy órával elhalasztották a rajtot, a szakaszon De Waele csak vonszolta a kerékpárt, a csapata segítségével végül 13 perc hátránnyal a 11. helyen ért célba.
A körversenyt végül De Waele nyerte meg, Jef Demuysere a második helyen végzet, de mivel italt vásárolt egy szakaszon 25 perces büntetést kapott és csak a harmadik lett.

## Szakaszok
| Szakasz | Időpont    | Végpontok                      | Jellege         | Hossz (km) | Szakaszgyőztes                 | Összetett első                                                  |
| ------- | ---------- | ------------------------------ | --------------- | ---------- | ------------------------------ | --------------------------------------------------------------- |
| 1       | június 30. | Párizs – Caen                  | Sík szakasz     | 206        | Aimé Dossche (BEL)             | Aimé Dossche (BEL)                                              |
| 2       | július 1.  | Caen – Cherbourg               | Sík szakasz     | 140        | André Leducq (FRA)             | Aimé Dossche (BEL)                                              |
| 3       | július 2.  | Cherbourg – Dinan              | Sík szakasz     | 199        | Omer Taverne (BEL)             | Aimé Dossche (BEL)                                              |
| 4       | július 3.  | Dinan – Brest                  | Sík szakasz     | 206        | Louis Delannoy (BEL)           | Maurice De Waele (BEL)                                          |
| 5       | július 4.  | Brest – Vannes                 | Sík szakasz     | 208        | Gustaaf van Slembrouck (BEL)   | Maurice De Waele (BEL)                                          |
| 6       | július 5.  | Vannes – Les Sables-d’Olonne   | Sík szakasz     | 206        | Paul Le Drogo (FRA)            | Maurice De Waele (BEL)                                          |
| 7       | július 6.  | Les Sables d'Olonne – Bordeaux | Sík szakasz     | 285        | Nicolas Frantz (LUX)           | Nicolas Frantz (LUX) · André Leducq (FRA) · Victor Fontan (FRA) |
| 8       | július 7.  | Bordeaux – Bayonne             | Sík szakasz     | 182        | Julien Moineau (FRA)           | Gaston Rebry (BEL)                                              |
| 9       | július 9.  | Bayonne – Luchon               | Hegyi szakasz   | 363        | Salvador Cardona (ESP)         | Victor Fontan (FRA)                                             |
| 10      | július 11. | Luchon – Perpignan             | Hegyi szakasz   | 323        | Jef Demuysere (BEL)            | Maurice De Waele (BEL)                                          |
| 11      | július 13. | Perpignan – Marseille          | Sík szakasz     | 366        | André Leducq (FRA)             | Maurice De Waele (BEL)                                          |
| 12      | július 15. | Marseille – Cannes             | csapat időfutam | 191        | Marcel Bidot (FRA)             | Maurice De Waele (BEL)                                          |
| 13      | július 16. | Cannes – Nice                  | Hegyi szakasz   | 133        | Benoit Fauré (FRA)             | Maurice De Waele (BEL)                                          |
| 14      | július 18. | Nice – Grenoble                | Hegyi szakasz   | 333        | Gaston Rebry (BEL)             | Maurice De Waele (BEL)                                          |
| 15      | július 20. | Grenoble – Evian               | Hegyi szakasz   | 329        | Julien Vervaecke (BEL)         | Maurice De Waele (BEL)                                          |
| 16      | július 22. | Evian – Belfort                | Hegyi szakasz   | 283        | Charles Pélissier (FRA)        | Maurice De Waele (BEL)                                          |
| 17      | július 23. | Belfort – Strasbourg           | Sík szakasz     | 145        | André Leducq (FRA)             | Maurice De Waele (BEL)                                          |
| 18      | július 24. | Strasbourg – Metz              | Sík szakasz     | 165        | André Leducq (FRA)             | Maurice De Waele (BEL)                                          |
| 19      | július 25. | Metz – Charleville             | csapat időfutam | 159        | Bernard van Rysselberghe (BEL) | Maurice De Waele (BEL)                                          |
| 20      | július 26. | Charleville – Malo-les-Bains   | csapat időfutam | 270        | Maurice De Waele (BEL)         | Maurice De Waele (BEL)                                          |
| 21      | július 27. | Malo-les-Bains – Dieppe        | Sík szakasz     | 234        | André Leducq (FRA)             | Maurice De Waele (BEL)                                          |
| 22      | július 28. | Dieppe – Párizs                | Sík szakasz     | 332        | Nicolas Frantz (LUX)           | Maurice De Waele (BEL)                                          |

## Végeredmény
|                          | Versenyző        | Csapat          | Idő             |
| ------------------------ | ---------------- | --------------- | --------------- |
| 1                        | Maurice De Waele | Alcyon          | 186 óra 39' 15" |
| 2                        | Giuseppe Pancera | La Rafale       | +44' 23"        |
| 3                        | Jef Demuysere    | Lucifer         | +57' 10"        |
| 4                        | Salvador Cardona | Fontan-Wolber   | +57' 46"        |
| 5                        | Nicolas Frantz   | Alcyon          | +58' 00"        |
| 6                        | Louis Delannoy   | La Française    | +1 óra 06' 09"  |
| 7                        | Antonin Magne    | Alleluia-Wolber | +1 óra 08' 00"  |
| 8                        | Julien Vervaecke | Alycon          | +2 óra 01' 37"  |
| 9                        | Pierre Magne     | Alleluia-Wolber | +2 óra 03' 00"  |
| 10                       | Gaston Rebry     | Alcyon          | +2 óra 17' 49"  |
| 155 induló 60 célba érő. |                  |                 |                 |